# Fritz Hofmann
Friedrich (Fritz) Hofmann, född 2 november 1866 i Kölleda, död 29 oktober 1956 i Hannover, var en tysk kemist.
Fritz Hofmann var direktör för Elberfelder Farbenwerkes laboratorium och ledare för Kohleforschungsinstitut Breslau. Han var den förste som lyckades framställa syntetisk kautschuk 1907, och hans banbrytande arbeten låg till grund för tillverkningen Buna-Werke i stor skala.